# Diretório Democrato-Social
O Directório Democrato-Social foi uma estrutura da oposição democrática ao regime ditatorial do Estado Novo criada em 1949 por iniciativa de um grupo de antigos militantes republicanos, designados por Os Barbas, que incluía, entre outros, Mário de Azevedo Gomes, Jaime Cortesão e António Sérgio.

## Descrição
A partir de 1956, a convite de Armando Adão e Silva, Mário Soares integrou o grupo em representação da Resistência Republicana e Socialista. Como reconheceu o próprio Soares tratava-se de um sólido grupo de amigos.
A estrutura, que em 1963 passou a designar-se por Acção Democrato-Social, manteve-se em actividade até 1974, promovendo acções de formação cívica e exposições e protestos ao Presidente da República e ao Presidente do Conselho, prática a que Humberto Delgado chamou a pequena guerra dos papéis.
Em 18 de março de 1958, o Directório dirigiu uma exposição ao Presidente do Conselho, Oliveira Salazar, pedindo que fossem criadas condições para que as eleições presidenciais que iam ter lugar fossem livres e justas.
Outros fundadores foram Acácio Gouveia, Cunha Leal, Carlos Sá Cardoso, Carlos Pereira, Moreira de Campos, Nuno Rodrigues dos Santos e Raul Rego.